# Sales de Llierca
Sales de Llierca è un comune spagnolo di 96 abitanti situato nella comunità autonoma della Catalogna.